# Країна Мрій (фестиваль)

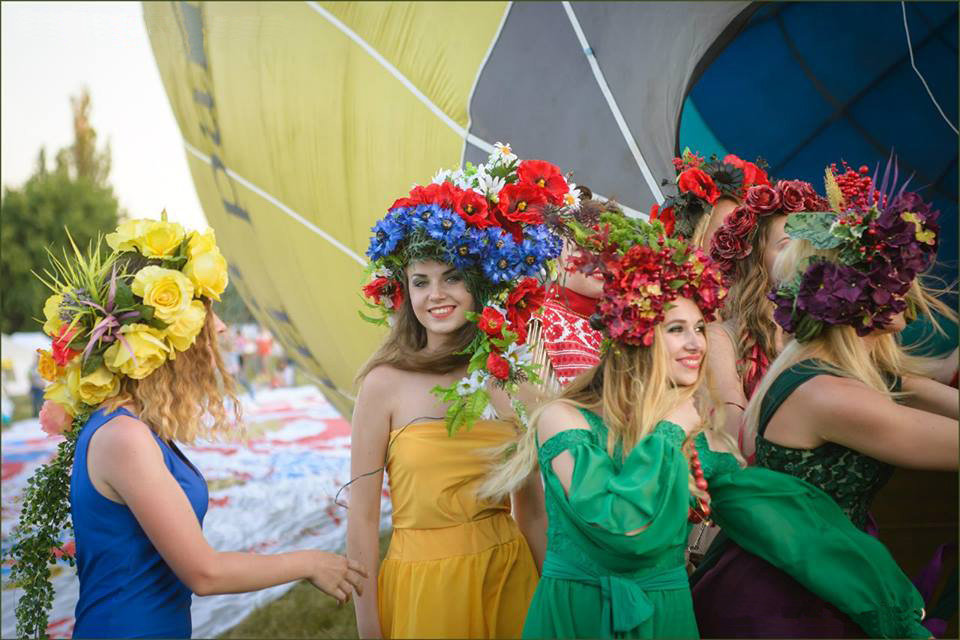
Фестиваль Країна Мрій у Пирогові 2015

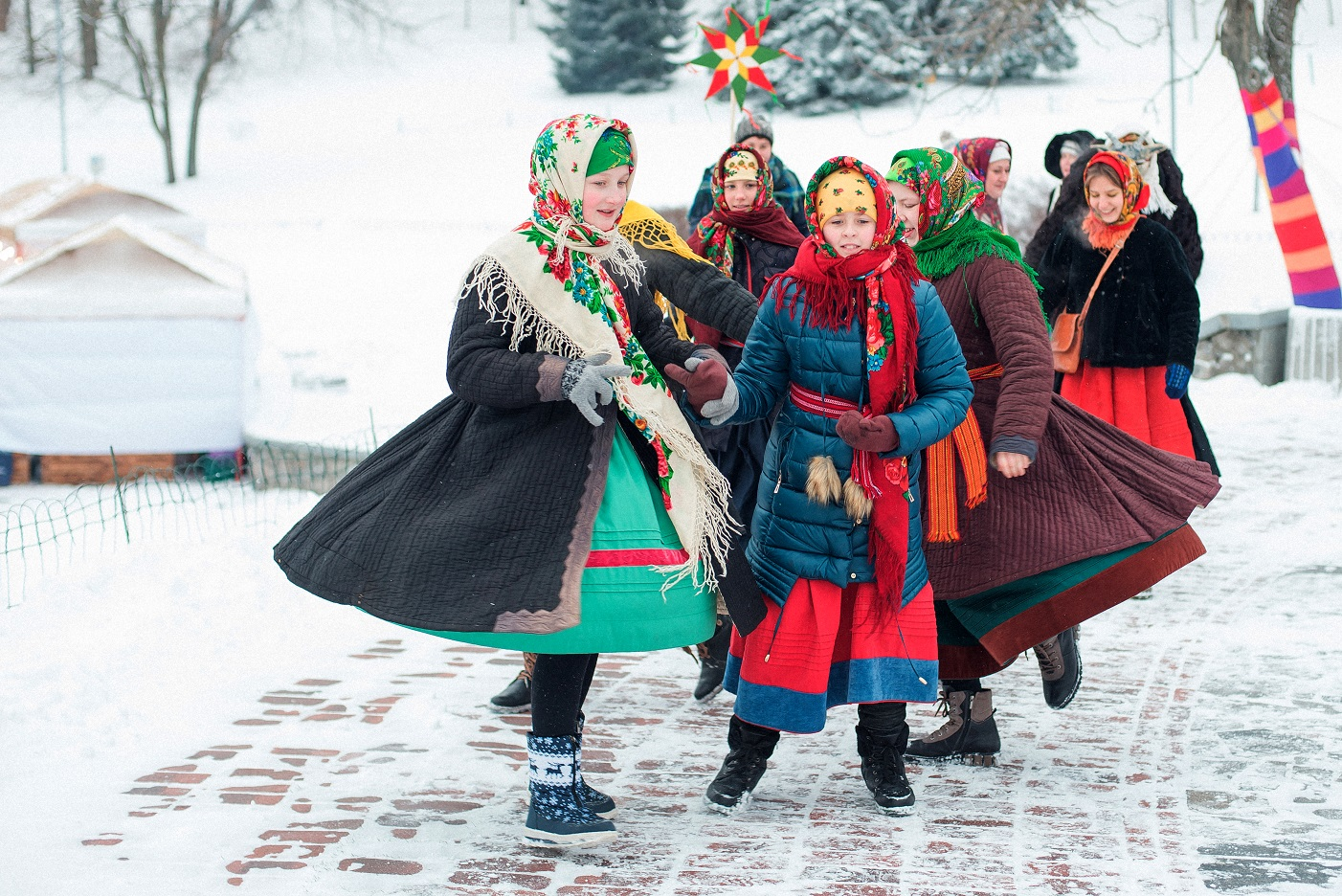
Різдво над Дніпром 2017

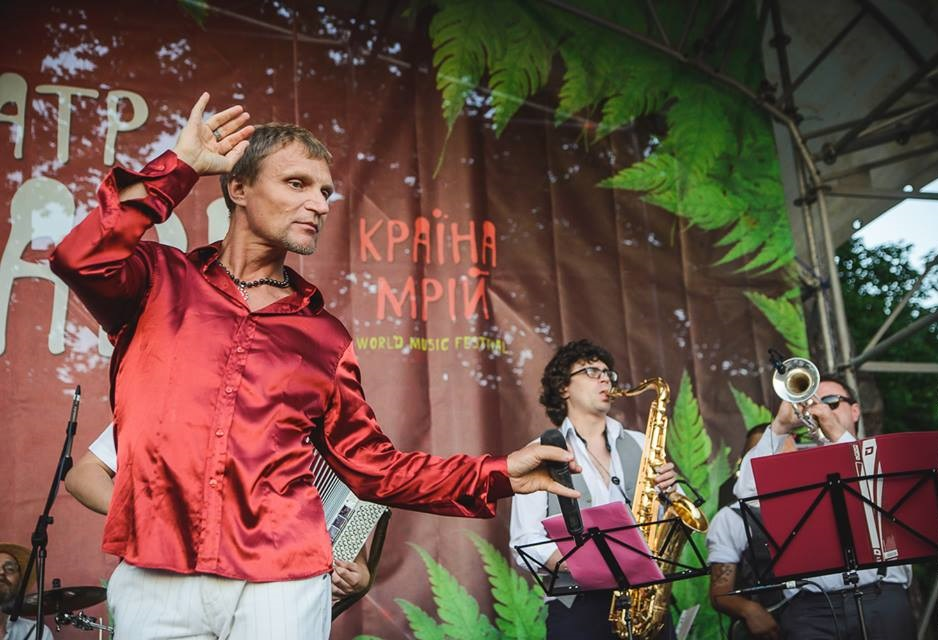
Витуп Олега Скрипки на фестивалі Країна Мрій

«Країна мрій» — міжнародний фестиваль етнічної музики, який започатковано у 2004 році. Перший фестиваль відбувся на Співочому полі у Києві. 
"Країна мрій" має два сезонні формати - літній і зимовий. Час проведення літнього фестивалю збігається з народним святом Івана Купала (кінець червня — початок липня). Зимова Країна Мрій припадає на Різдвяні свята і проводиться в період з 6 по 8 січня в різних містах України.
Ініціатором фестивалю є Олег Скрипка. Назву фестивалю дала однойменна пісня гурту «Воплі Відоплясова».
2024 року фестиваль відзначив свою 20ту річницю, і був проведений у Ботанічному саду ім. Гришка.
У наступному, 2025 році фестиваль також відбувався на тій ж локації, проте в цьому році в перше за весь час не було виступу Олега Скрипки і гурту «Воплі Відоплясова». Натомість пісні гурту виконали інші артисти, які брали участь у фестивалі.

## Основні параметри фестивалю
Фестиваль має вигляд народного гуляння-ярмарку, триває від 1 до 3 днів і, окрім музичних виступів на основній сцені, охоплює також ярмарок виробів народного мистецтва, книжковий ярмарок, майстер-класи народних ремесел, де можна в живому часі спостерігати, як виробляються ті чи інші витвори людської фантазії, виставку народного малярства, дитячу галявину, етнічні кухні тощо.
Крім того, протягом року «Країна Мрій» проводить ряд культурних заходів в Україні: Фестиваль «Рок Січ», танцювальні вечірки в стилі «Етно-Диско», фестиваль Героїчної Пісні «Молода Гвардія», Вечір Українського Романсу, Парад вишиванок, дитячі бали та традиційні французький та українські вечорниці.
«Країна мрій» також проводить видавничу діяльність.

## Мета фестивалю
Другий десяток років команда «Країни Мрій» утверджує українську національну самобутність, презентує кращі взірці української й світової музики, музично-ярмаркове розмаїття, народні ремесла, паради вишиванок, автентичні майстер-класи, етнічні кухні, дитячу і козацьку галявини, книжкові вернісажі, майданчик бандуристів, фестиваль «Монгольф'єрія» та інші оригінальні рішення та активності.

## Досягнення фестивалю
З 2004-го року Міжнародний фестиваль етнічної музики «Країна Мрій» відвідали близько 1 млн відвідувачів, окрім традиційної київської локації, його також було проведено у Львові, Дніпрі, Лондоні, Сургуті, Пермі. Фестиваль має 2 сезонні формати — літній і зимовий. У 2017 році зимові «Країни Мрій» одночасно пройшли о двох містах: 7 січня у Києві на Співочому полі та у Дніпрі 7—8 січня на площі Героїв Майдану.
Загалом за роки існування фестивалю його виконавцями, майстрами та гостями стали представники понад 30 країн світу. Таких як Білорусь, Молдова, Узбекистан, Грузія, Росія, Польща, Литва, Чехія, Болгарія, Угорщина, Македонія, Сербія, Румунія, Австрія, Бразилія, Канада, США, Туреччина, Фінляндія, Велика Британія, Франція, Іран, Норвегія, Нігер, Індія.

## Учасники
- 2004[2] — Олег Скрипка, ДахаБраха, Ніна Матвієнко, Čankišou[cs] (Чехія), Енвер Ізмайлов, Здоб Ші Здуб (Молдова), Мандри, Палац (Білорусь), Ishbel MacAskill[en] (Шотландія), Spontaani Vire[fi] (Фінляндія), Intakas (Литва), Kapela Drewutnia (Польща), Карпатіянs, Древо, Божичі, Буття, Z Drogi (Польща).
- 2005[3] — Воплі Відоплясова, Red Cardell[en] (Франція), Севара Назархан[ru] (Узбекистан), Тартак і Гуляйгород, Гайдамаки, Очеретяний кіт, Гуцул Каліпсо, Роман Гриньків, Мандри, УР'ІЯ (Білорусь), Rzepczyno[pl] (Польща), Esztenas[hu] (Угорщина).
- 2006[4] — Іво Папасов[en] (Болгарія), Red Cardell[fr] (Франція), Baba Zula (Туреччина), Олег Скрипка, Vilddas[en] (Фінляндія), Романо Дром[de] (Угорщина), Кліф Степлтон[en] (Велика Британія), Джонатан Шорленд[en] (Велика Британія), Стелсі, Гуцул Каліпсо, ДЖАМ (Іран), Мтієбі[en] (Грузія), Древо, Буття, Гуляйгород.
- 2007[5]- Халєд[ru] (Франція), Наташа Атлас (Велика Британія), Вартіна (Фінляндія), Езма Редзепова (Північна Македонія), Anselmo Crew[hu] (Угорщина), Олег Скрипка, ДахаБраха, Троїца (Білорусь), Роман Гриньків, ДримбаДаДзига, БандурБенд, Володар, Древо, Буття, Сонцекльош, Компаніченко Тарас, Бурдон, Едуард Драч.
- 2008[6] — Джипсі (Чехія), The Kubasonics (Канада), Кал[en] (Сербія), Karavan Familia (Угорщина), Олег Скрипка, TaRuta, Хорея Козацька, Назад шляху немає, Михайлове чудо, Компаніченко Тарас, Стары Ольса (Білорусь).
- 2009[7] — Valkrrien All Stars[en] (Норвегія), Zalvarinis[en] (Литва), Fanfara Shavale (Румунія), Mad Heads, Компаніченко Тарас, Хорея Козацька, Михайлове чудо, Древо.
- 2010[8] — Joanna Slowinska[pl] (Польща), Олег Скрипка, Фома, Testamentum Terrae (Білорусь), Компаніченко Тарас, Хорея Козацька, Ільді (Латвія), Михайлове чудо, Джамбібум (Білорусь), Вася Club.
- 2011[9] — Sari Kaasinen[fi] (Фінляндія), Baba Zula (Туреччина), Осиміра (Білорусь), Камо Грядеші, Ят-ха[ru] (Республіка Тува), Тартак, Hazmat Modine[en] (США), De Temps Antan (Канада), Олег Скрипка.
- 2012[10] — Воплі Відоплясова, Василь Попадюк, Mgzavrebi (Грузія), ТНМК, Намгар[ru] (Бурятія), Lilian Vieira[nl] (Бразилія, Велика Британія), Baba Zula (Туреччина), Іларія, Роман Гриньків, Астарта, MA VALISE (Франція).
- 2013[11] — Papa Duke Band & Олег Скрипка (Україна — Канада), Trebunie Tutki[en] (Польща), Fatima Spar[de] (Австрія), SunSay & Elvira Sarykhalil, ДримбаДаДзиґа, Kozak System, Палац (Білорусь).
- 2014[12] — Олег Скрипка та Джаз-кабаре «Забава», Бумбокс і Роман Гриньків, «Серебряная Свадьба[ru]» (Білорусь), Перкалаба, The ВЙО, Триставісім, Toumast[fr] (Нігер), Kissmet (Індія), Earth Wheel Sky Band (Сербія), «Miazsz» (Польща).
- 2015[13] — Воплі Відоплясова, Бумбокс, ONUKA, Орест Лютий, ТНМК, Сергій Жадан та Собаки в Космосі, АтмАфера, Піккардійська Терція, Мотор'ролла, The Doox, НастяЗникає, Rock-H.
- 2016 — Воплі Відоплясова, ДахаБраха, Астарта, Перкалаба, The Doox, Rock-H, Joryj Kłoc.
- 2017 — Олег Скрипка і Le Grand Orchestra, ТНМК, ДІЛЯ, Joryj Kłoc, ILLARIA, БУРДОН, «ВЕРТЕП», Кора́ЛЛі, Царина.

## Фото «Країна Мрій— 2013»
- Христина Стебельська: Моя «Країна мрій». Фото
- Христина Стебельська: подорож Країною Мрій-2013". Фото[недоступне посилання з червня 2019]
- Христина Стебельська: «Країна Мрій» — фестиваль усмішок і гарних знайомств. Фоторепортаж

## Фото «Країна Мрій Різдвяна— 2017»
- [Архівовано 2 лютого 2017 у Wayback Machine.]Різдво у Києві та Дніпрі з Країною Мрій [Архівовано 2 лютого 2017 у Wayback Machine.]

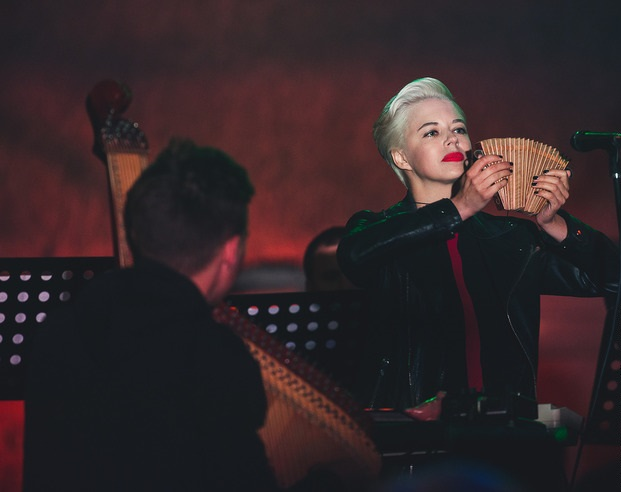
Onuka на сцені Країни Мрій
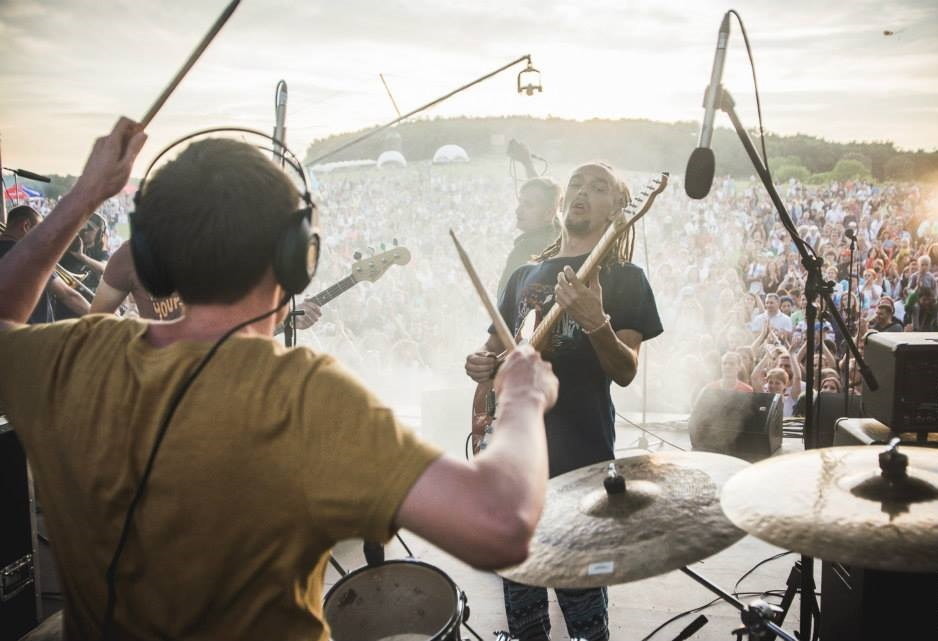
Країна Мрій 2015
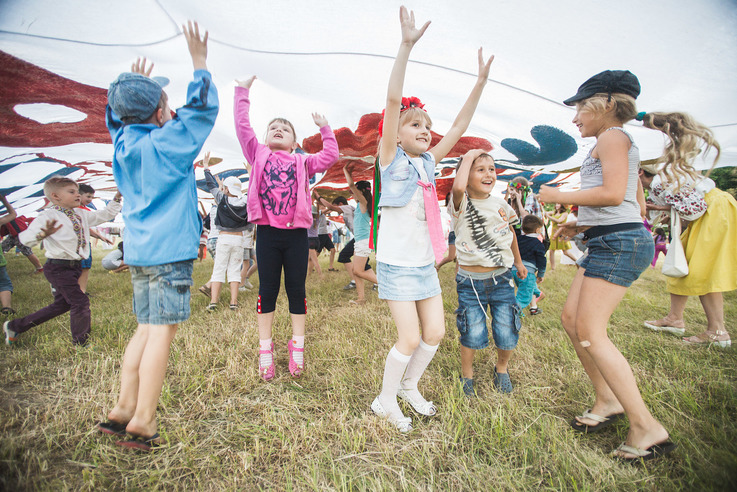
Встановлення рекорду на найдовший рушник
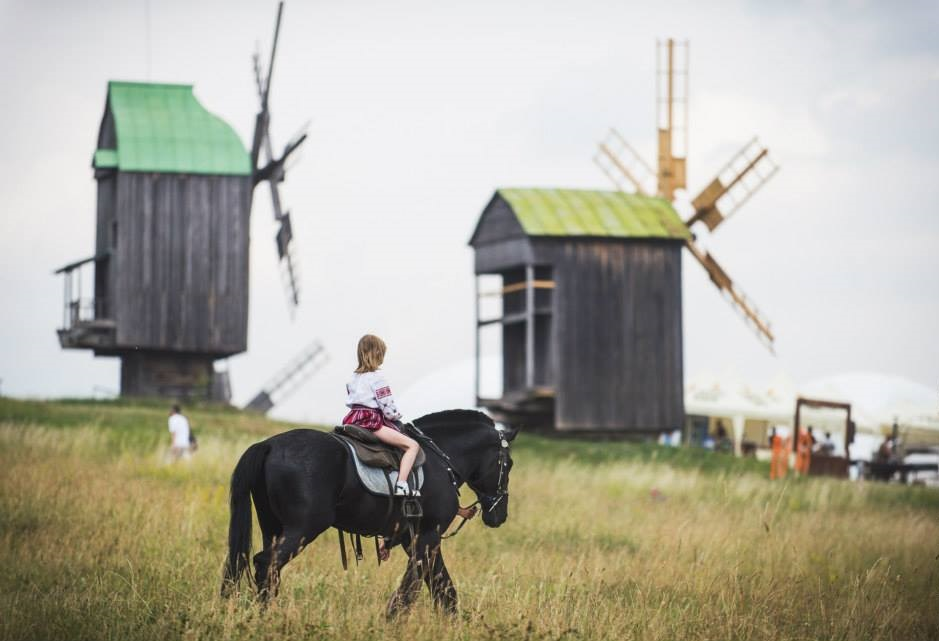
Фестиваль у Пирогово 2015
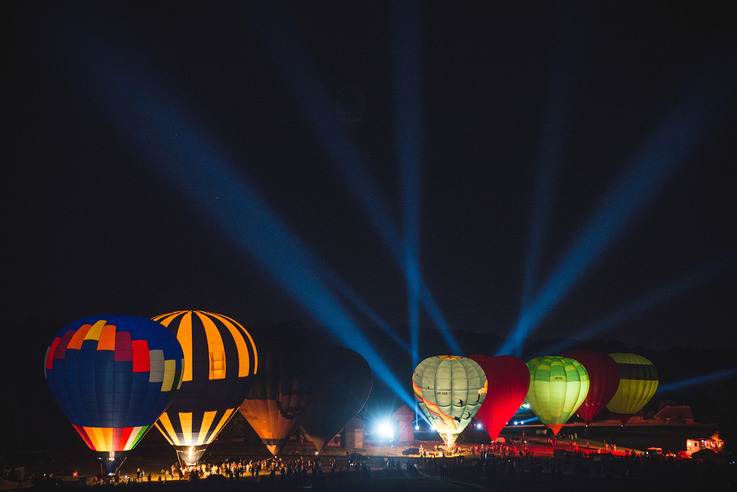
Фестиваль повітряних куль «Монгольф'єрія»